# Time Capsule: Songs for a Future Generation
Time Capsule: Songs for a Future Generation è un album di greatest hits pubblicato dai B-52's nel 1998. Nell'album sono presenti 16 tra singoli e tracce preferite dai fan della band in ordine cronologico, con l'aggiunta di 2 inediti. Uno dei due inediti, Debbie, è un tributo a Debbie Harry dei Blondie. Un'altra canzone esclusiva presente nella raccolta è un remix della hit del 1986 Summer of Love. Le edizioni commercializzate in Brasile, Europa e Giappone includono tracce differenti rispetto all'edizione americana. La copertina dell'album raffigura i 5 membri fondatori della band in piedi davanti all'Unisphere. L'album ha raggiunto la posizione 93 nella classifica U.S. Billboard 200. 	

## Tracce
1. Planet Claire
2. 52 Girls
3. Rock Lobster
4. Party Out of Bounds
5. Strobelight
6. Private Idaho
7. Quiche Lorraine
8. Mesopotamia
9. Song for a Future Generation
10. Summer of Love (Original Unreleased Mix)
11. Channel Z
12. Deadbeat Club
13. Love Shack
14. Roam
15. Good Stuff
16. Is That You Mo-Dean?
17. Debbie
18. Hallucinating Pluto